# Deep Purple in Rock
Deep Purple in Rock (также In Rock) — четвёртый студийный альбом британской рок-группы Deep Purple, вышедший 5 июня 1970 года на лейбле Harvest Records. Это первый студийный альбом, записанный в классическом составе группы, называемом «Mark II» (немного ранее этот состав записал концертный альбом Concerto for Group and Orchestra).
Начиная с этого альбома, стиль группы кардинально поменялся. Deep Purple заиграли в стиле хард-рок практически одновременно с такими группами, как Black Sabbath, Led Zeppelin, Uriah Heep, и считаются одними из основателей и классиков этого жанра. По словам музыкального критика, «пластинка стала эпицентром разрушения, свежей струёй в роке 1970-х годов и поворотом в истории, в котором были заложены корни стиля хеви-метал».
Deep Purple in Rock стал прорывным альбомом группы в Европе и занял четвёртое место в национальном хит-параде Великобритании, оставаясь в чартах более года. Сопутствующий ему сингл «Black Night» достиг 2-й строки. Включён в разнообразные списки лучших альбомов, в том числе, журналом Classic Rock — в список «100 величайших британских альбомов всех времён» и журналом Q — в список «50 лучших альбомов 70-х годов». В 2015 году американский сайт Ultimate Classic Rock поставил альбом на вершину своего рейтинга лучших работ Deep Purple. Сертифицирован как золотой диск в Великобритании, США, Франции, Нидерландах и Аргентине.
Альбом многократно переиздавался. В 1995 году, 25-летнему юбилею альбома, вышла новое ремастированное издание с большим количеством бонус-треков.

## История создания
К середине 1969 года Deep Purple записали три альбома и добились коммерческого успеха в США, но страдали из-за отсутствия музыкального направления. Никто из участников первого состава группы не был опытным композитором, и их ранние работы включали как произведения в стиле психоделического хард-рока, основанные на гитарных риффах Ричи Блэкмора и аранжированные Джоном Лордом с явным влиянием классической музыки, так и кавер-версии песен известных исполнителейː Битлз, Джо Саута, Нила Даймонда, Донована.
В январе 1969 года вышел дебютный альбом группы Led Zeppelin, ставший важной вехой в истории рок-музыки. Под впечатлением от этого альбома Ричи Блэкмор решил, что Deep Purple должны начать исполнять «очень тяжёлую» музыку.
В интервью еженедельнику Newsweek в 2017 году Блэкмор сказал: «Моим самым большим влиянием в то время были Vanilla Fudge и Mountain», заявив, что песня «Mississippi Queen» «прозвучала как гром». Гитарист признал, что прослушивание сингла Mountain, выпущенного в феврале 1970 года, было ключевым фактором в том, что Deep Purple избрали более тяжелый стиль на In Rock, который появился в июне того же года. Ричи сказал, что он и барабанщик Иэн Пейс «буквально побледнели», услышав, как «невероятно тяжело» звучала Mountain.
После майского турне по США Ричи Блэкмор, Джон Лорд и Иэн Пейс решили заменить вокалиста Рода Эванса кем-то, кто больше соответствовал бы этой цели.

«Мы решили, что должны сменить певца из-за Роберта Планта. Мы играли в клубе „Mothers“ в Бирмингеме, и Роберт встал, чтобы спеть с Терри Ридом. Мы подумали: „Боже Всемогущий! Он был таким динамичным“. И следующие две недели мы искали певца — человека с динамическим диапазоном Роберта Планта. Так что это случилось благодаря ему»— Ричи Блэкмор, The Guardian
Блэкмор попросил своего знакомого, барабанщика Мика Андервуда помочь найти подходящего певца. Андервуд рекомендовал Иэна Гиллана, своего коллегу по группе Episode Six. Блэкмор, Лорд и Пейс отправились на концерт этой группы затем и предложили Гиллану сотрудничество. Гиллан принял предложение и даже рекомендовал своего друга Роджера Гловера, который в то время был бас-гитаристом в той же группе Episode Six. 7 июня Гиллан и Гловер были приглашены принять участие в записи композиции «Hallelujah», после чего вопрос об их переходе в Deep Purple был решён окончательно. Последнее выступление Deep Purple с Эвансом и Симпером состоялось 4 июля 1969 года, а 10 июля новый состав (с заменившими их Гилланом и Гловером) cыграл свой первый концерт в лондонском клубе «The Speakeasy Club».

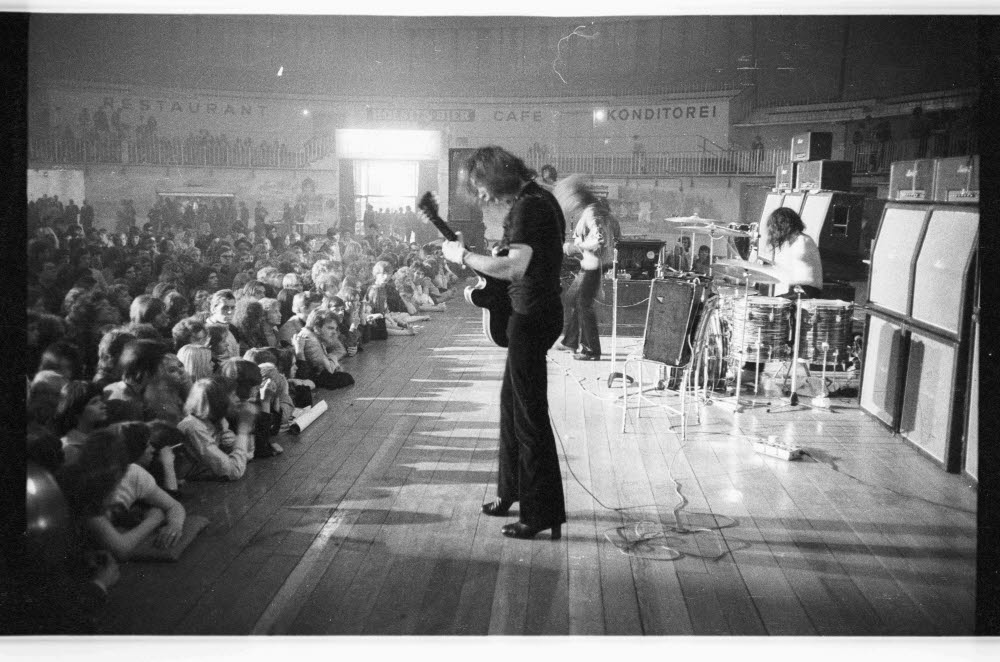
Концерт Deep Purple в Германии (май 1970)

В новом составе группа сразу же приступила к репетициям и созданию нового материала. Для этих занятий был арендовано специальное помещение в Hanwell Community Centre, находящемся в Лондонском Сити. В числе самых первых композиций, написанных новым составом группы, были «Child in Time» и «Speed King» (первоначально называвшаяся «Kneel and Pray»). Они были исполнены на концерте в Амстердаме 24 августа. Работа над новым материалом была ненадолго прервана в связи с Concerto for Group and Orchestra, записанным Deep Purple с Королевским филармоническим оркестром в сентябре 1969 года.
Запись альбома Deep Purple in Rock началась в IBC Studios в Лондоне в октябре 1969 года. Позднее работа над альбомом происходила также в двух других лондонских студияхː De Lane Lea Studios и знаменитой Abbey Road Studios, чередуясь с концертами, которые были необходимы для финансового обеспечения группы, и продолжалась с перерывами до апреля 1970 года. В ноябре 1969 года группа исполнила «Speed King» и «Living Wreck» для радиостанции BBC, а в феврале 1970 года дала концерт для этой радиостанции, анонсировав некоторые новые композиции.

## Об альбоме

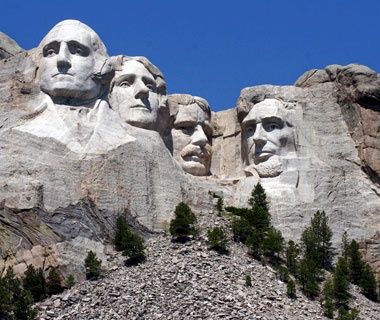
Гора Рашмор.

Альбом Deep Purple in Rock и сингл «Black Night» (с композицией «Speed King» на второй стороне) были выпущены в Великобритании 5 июня 1970 года лейблом Harvest Records. В США альбом был выпущен компанией Warner Bros. Records, при этом в американском издании сокращено инструментальное вступление к «Speed King», которое длится чуть больше минуты. Мексиканское издание альбома (лейбл Capitol Records) включает песню «Black Night», поставленную на первое место.
Обложка альбома была разработана менеджментом группы, на ней изображена гора Рашмор с лицами участников группы вместо президентов США. Первоначальный релиз содержал разворотный конверт с полными текстами песен и набор чёрно-белых фотографий участников группы. Позже появились и конверты без разворотов.
Альбом состоит из семи композицийː
- «Speed King»

Альбом открывает композиция «Speed King», созданная на основе басового риффа, написанного Гловером в студии Hanwell в попытке подражать «Fire» Джими Хендрикса. Гиллан написал текст, взяв фразы из старых рок-н-ролльных песен Литтл Ричарда. Изначально композиция называлась «Kneel and Pray» и разрабатывалась как концертная пьеса. В первом студийном дубле песни Лорд играл на пианино вместо органа (позднее эта версия была выпущена на сингле). Последний дубль, использованный для альбома, был записан в январе 1970 года, он открывается инструментальным вступлением на органе, записанным в ноябре 1969 года.
- «Bloodsucker»

Запись второй композиции «Bloodsucker» была начата вDe Lane Lea Studios и закончена в Abbey Road Studios. 28 лет спустя эта песня была перезаписана (со Стивом Морсом на гитаре, заменившего ушедшего Ричи Блэкмора) и под названием «Bludsucker» включена в альбом Abandon. Песня также вошла в концертный сет Deep Purple в конце 1990х. Представляя песню публике Иэн Гиллан говорил: «The song is about the management», шутливо намекая на «кровопийц» — менеджеров группы.
- «Child in Time»

Первая сторона пластинки завершается длинной (больше десяти минут) композицией «Child in Time», написанной в ходе самый первых репетиций в студии Hanwell. Музыкальной основой для неё стало вступление к песне «Bombay Calling» из одноимённого альбома американской группы It’s a Beautiful Day (там она исполнялась на скрипках и в более быстром темпе).
Deep Purple решили сыграть основную тему этой композиции в более медленном темпе, а Гиллан написал новые слова. Как он сообщил в интервью 2002 года, на создание этого текста его вдохновила тема «холодной войны» (англ. So we created this song using the Cold War as the theme).
Эта песня регулярно исполнялась на концертах (включая Concerto for Group and Orchestra) и к моменту записи на студии IBC в ноябре 1969 года была хорошо отрепетирована. После выхода альбома «Child in Time» стала одной из самых известных и узнаваемых композиций группы.
- «Flight of the Rat»

Вторая сторона пластинки открывается композицией «Flight of the Rat», которая появилась во время репетиций из юмористической аранжировки Гловера оркестровой интермедии «Полёт шмеля», написанной русским композитором Римским-Корсаковым. Она была записана в студии De Lane Lea 11 марта 1970 года и хронологически стала последней песней, записанной для этого альбома.
- «Into the Fire»

Основной рифф этой песни возник после обсуждения Гловером и Блэкмором хроматических гамм. Текст песни — предупреждение против использования наркотиков.
- «Living Wreck»

Эта композиция была записана на ранних сессиях в студии IBC в октябре 1969 года. Первоначально её решили не включать в альбом, но ближе к концу сессий группа изменила своё мнение. Блэкмор сыграл гитарное соло через октавную педаль.
- «Hard Lovin’ Man»

Музыкальная основа этой песни, которой завершается альбом, заимствована из басового риффа Гловера и развита остальными участниками группы как джем-сейшн. Это был первый трек для альбома, записанный в студии De Lane Lea в январе 1970 года со звукоинженером Мартином Бёрчем. Группа была впечатлена навыками Бёрча, и он на долгое время стал звукоинженером группы (вплоть до её распада в 1976 году). Композиция «Hard Lovin’ Man» посвящена Мартину Бёрчу как «катализатору» группы, о чём гласит надпись на пластинке.

## Список композиций
Авторами всех композиций являются все участники группыː Блэкмор, Гиллан, Гловер, Лорд, Пейс. Переводы названий песен и комментариев к ним даны по изданию LP Antrop, 1993.
В последующие годы Блэкмор утверждал, что он «сочинил большинство риффов и прогрессий», но разделил авторские права на пятерых участников, чтобы избежать конфликтов. Гиллан поспорил с этим: «Никто никогда не „писал“ песню. Speed King, Child In Time… ни одна из этих песен не была написана. Мы джемовали в студии, работали с ритмом, и в конце концов это произошло, и в итоге у нас были семиминутные песни, и всем было наплевать. Это было довольно революционно».

### Сторона «А»
| №  | Название                          | Комментарий                                                                                        | Длительность |
| -- | --------------------------------- | -------------------------------------------------------------------------------------------------- | ------------ |
| 1. | «Speed King» (Король скорости)    | Just a few roots, replanted Несколько пересаженных корней                                          | 5:49         |
| 2. | «Bloodsucker» (Кровосос)          | A particularly nasty sort of fellow, there are lots of us Очень неприятный парень, нас таких много | 4:10         |
| 3. | «Child in Time» (Дитя во времени) | The story of a loser — it could be you История неудачника - им мог бы быть и ты                    | 10:14        |

### Сторона «Б»
| №  | Название                                   | Комментарий                                                                                        | Длительность |
| -- | ------------------------------------------ | -------------------------------------------------------------------------------------------------- | ------------ |
| 4. | «Flight of the Rat» (Полёт крысы)          | Just to remind you there are other ways of turning on Напомнить, что есть и другие способы заводки | 7:51         |
| 5. | «Into the Fire» (В полымя)                 | …out of the frying pan Из огня да...                                                               | 3:28         |
| 6. | «Living Wreck» (Живая развалина)           | It takes all sorts — support your local groupie Всякие бывают — помогай своим фанаткам             | 4:27         |
| 7. | «Hard Lovin’ Man» (Крепко любящий человек) | For Martin Birch — catalyst Мартину Бёрчу — катализатору                                           | 7:11         |

### Бонус-треки юбилейного издания
| №   | Название                                    | Длительность |
| --- | ------------------------------------------- | ------------ |
| 8.  | «Black Night» (original single version)     | 3:28         |
| 9.  | «Studio chat (1)»                           | 0:28         |
| 10. | «Speed King» (piano version)                | 4:15         |
| 11. | «Studio chat (2)»                           | 0:25         |
| 12. | «Cry Free» (Roger Glover remix)             | 3:20         |
| 13. | «Studio chat (3)»                           | 0:05         |
| 14. | «Jam Stew» (Unreleased instrumental)        | 2:30         |
| 15. | «Studio chat (4)»                           | 0:40         |
| 16. | «Flight of the Rat» (Roger Glover remix)    | 7:53         |
| 17. | «Studio chat (5)»                           | 0:31         |
| 18. | «Speed King» (Roger Glover remix)           | 5:52         |
| 19. | «Studio chat (6)»                           | 0:23         |
| 20. | «Black Night» (Unedited Roger Glover remix) | 4:47         |

## Участники записи
- Ричи Блэкмор — гитара
- Иэн Гиллан — вокал
- Роджер Гловер — бас-гитара
- Джон Лорд — электроорган Хаммонда
- Иэн Пейс — ударные

звукоинженеры:
- Энди Найт — IBC Studios (треки 1, 3, 5, 6)
- Мартин Бёрч — De Lane Lea (треки 4, 7)
- Фил Макдональд — Abbey Road Studios (трек 2)

другое:
- Питер Мью — ремастеринг альбома
- Роджер Гловер — контроль микширования бонус-треков
- Том Бендер и Джейсон Бутера — дополнительная работа в студии

## Чарты, сертификации, оценки
Альбом достиг вершины альбомных чартов Австрии, Германии и Австралии, став #4 в английском чарте. А в американском списке Billboard 200 занял только 143-ю позицию.

| Год  | Хит-парад                                 | Позиция |
| ---- | ----------------------------------------- | ------- |
| 1970 | UK Albums Chart                           | 4       |
| 1970 | Austrian Albums Charts                    | 1       |
| 1970 | German Albums Chart                       | 1       |
| 1970 | Norwegian Record Charts                   | 5       |
| 1970 | Italian Albums Charts                     | 7       |
| 1970 | Dutch Albums Charts                       | 7       |
| 1970 | French Albums Charts                      | 7       |
| 1970 | Danish Albums Charts                      | 8       |
| 1970 | Polish Albums Charts                      | 9       |
| 1970 | Swedish Albums Charts                     | 11      |
| 1970 | Japanese Albums Charts                    | 68      |
| 1970 | US Billboard 200                          | 143     |
| 1971 | Australian Kent Music Report Albums Chart | 1       |

| Год  | Хит-парад                | Позиция |
| ---- | ------------------------ | ------- |
| 1970 | Италия (FIMI)            | 79      |
|      |                          |         |
| 1971 | ФРГ (Offizielle Top 100) | 1       |

| Издание      | Страна         | Список | Год  | Позиция |
| ------------ | -------------- | --- | ---- | ------- |
| Kerrang!     | Великобритания | «100 величайших хеви-метал-альбомов всех времён» «100 Greatest Heavy Metal Albums of All Time»                | 1989 | 15      |
| Guitarist    | Великобритания | «50 самых влиятельных гитарных альбомов всех времён» «Top 50 Most Influential Guitar Albums of All Time Ever» | 1994 | 8       |
| Q            | Великобритания | «50 лучших альбомов 70-х годов» «50 Best Albums of The '70’s»                                                 | 1998 | 48      |
| Kerrang!     | Великобритания | «100 лучших британских альбомов всех времён» «100 Best British Rock Albums Ever»                              | 2005 | 56      |
| Classic Rock | Великобритания | «100 величайших британских альбомов всех времён» «100 Greatest British Rock Album Ever»                       | 2006 | 13      |
| Classic Rock | Великобритания | «100 лучших рок-альбомов всех времён»                                                                         | 2002 | 15      |